# Justino Russolillo
Justino Russolillo (Pianura, Nápoles, Italia, 18 de enero de 1891 - 2 de agosto de 1955) fue un sacerdote y fundador italiano.

## Biografía

### Sacerdocio
Justino fue ordenado sacerdote el 20 de septiembre de 1920.
Fue el fundador de la orden religiosa de los Vocacionistas (1920), de las Hermanas Vocacionistas (1921) y del Instituto secular de las Apóstolas de la Santificación Universal (1965).

## Culto
Fue declarado venerable por el papa Juan Pablo II el 18 de diciembre de 1997. Fue beatificado el 7 de mayo de 2011. El 27 de octubre de 2020, el papa Francisco promulgó un decreto de un milagro obtenido por intercesión del beato Justino, abriendo así la vía para su canonización, que tuvo lugar en Roma el 15 de mayo de 2022.
Su cuerpo descansa en la cripta de la casa madre de los vocacionistas, donde aún permanecen muchos de sus recuerdos.